# Pauli Siitonen
Pour les articles homonymes, voir Siitonen.
Pauli Siitonen, né le 3 février 1938 à Rautjärvi et mort le 20 avril 2024 à Espoo,, est un fondeur finlandais. Policier de métier, il est connu pour avoir créé le « pas Siitonen », précurseur des techniques modernes de ski de fond.
Il remporte la Vasaloppet en 1973.